# 中央競馬騎手年間ホープ賞
中央競馬騎手年間ホープ賞（ちゅうおうけいばきしゅねんかんホープしょう）は、中央競馬の騎手を対象とした表彰のひとつである。1年間の成績をもとに、顕著な成長と成果が認められた若手騎手に贈られる。日刊スポーツ新聞社により、関東では2002年度から、関西では2007年度からそれぞれ1名ずつ表彰されている。

## JRA賞最多勝利新人騎手との関係
この賞は、元々JRA賞最多勝利新人騎手・最多勝利新人騎手賞、民放競馬記者クラブ賞、関西放送記者クラブ賞を受賞できなかった、デビュー2年目以降に成長した騎手に与える目的で作られた賞である。JRA賞最多勝利新人騎手を獲得した騎手でも、ルーキーイヤーではなく、翌年以降さらに成績を伸ばして受賞するケースが多いが、ルーキーイヤーの成績が極めて突出している場合は、その年に授賞することもある。

2008年・関東の三浦皇成を皮切りにJRA賞最多勝利新人騎手との同時受賞が解禁され、これまでに2015年・関西の鮫島克駿、2019年・関西の斎藤新、2022年・関西の今村聖奈が同一年度に本賞とJRA賞最多勝利新人騎手の両方を獲得している。

## 受賞者

### 関東
| 年度   | 受賞者     |
| ------ | ---------- |
| 2002年 | 勝浦正樹   |
| 2003年 | 北村宏司   |
| 2004年 | 石橋脩     |
| 2005年 | 柴山雄一   |
| 2006年 | 吉田隼人   |
| 2007年 | 松岡正海   |
| 2008年 | 三浦皇成   |
| 2009年 | 田中博康   |
| 2010年 | 丸山元気   |
| 2011年 | 田辺裕信   |
| 2012年 | 大野拓弥   |
| 2013年 | 横山和生   |
| 2014年 | 丸田恭介   |
| 2015年 | 石川裕紀人 |
| 2016年 | 木幡巧也   |
| 2017年 | 藤田菜七子 |
| 2018年 | 武藤雅     |
| 2019年 | 横山武史   |
| 2020年 | 木幡育也   |
| 2021年 | 菅原明良   |
| 2022年 | 横山琉人   |
| 2023年 | 佐々木大輔 |
| 2024年 | 原優介     |

### 関西
| 年度   | 受賞者     |
| ------ | ---------- |
| 2007年 | 藤岡佑介   |
| 2008年 | 川田将雅   |
| 2009年 | 浜中俊     |
| 2010年 | 国分恭介   |
| 2011年 | 川須栄彦   |
| 2012年 | 松山弘平   |
| 2013年 | 菱田裕二   |
| 2014年 | 松若風馬   |
| 2015年 | 鮫島克駿   |
| 2016年 | 加藤祥太   |
| 2017年 | 荻野極     |
| 2018年 | 川又賢治   |
| 2019年 | 斎藤新     |
| 2020年 | 岩田望来   |
| 2021年 | 団野大成   |
| 2022年 | 今村聖奈   |
| 2023年 | 永島まなみ |
| 2024年 | 田口貫太   |